# Уайтхед, Джон (певец)
Джон Кавадус Уайтхед (англ. John Cavadus Whitehead; 10 июля 1948, Филадельфия, Пенсильвания — 11 мая 2004, Филадельфия, Пенсильвания) — американский певец, композитор, продюсер и автор песен. Он был наиболее известен как один из ключевых членов звукозаписывающей компании «Philadelphia International» и он был участник дуэта «McFadden & Whitehead» с Джином МакФадденом.

## Карьера
Макфадден и Уайтхед написали много хитов для артистов «Philadelphia International», включая O'Jays и Harold Melvin & the Blue Notes, а в 1979 году они выпустили свой собственный хит «Ain't No Stoppin' Us Now». Песня, номинированная на премию «Грэмми», была продана тиражом более восьми миллионов копий и стала хитом номер один в R&B-чарте Billboard. В июле 1979 года песня получила платиновый статус в США. В августе 1979 года песня также стала неофициальным гимном команд «Филадельфия Филлис» и «Филадельфия Иглз». Совместный альбом МакФаддена и Уайтхеда получил золотой статус. Последующие релизы дуэта не достигли успеха их хита номер один. В 1980-х годах, отсидев в тюрьме за уклонение от уплаты налогов, Уайтхед начал сольную карьеру. В последующие годы Макфадден и Уайтхед выступали вместе ещё несколько раз.

## Личная жизнь
Он был отцом обоих участников дуэта «Whitehead Brothers», существовавшего в середине 1990-х годов. В 1996 году, когда Уайтхеду было 55 лет он принял ислам.

## Смерть
11 мая 2004 года Уайтхед был смертельно ранен, возможно, в результате ошибки, когда ремонтировал машину возле своего дома в Филадельфии. Другой мужчина, находившийся с ним в то время, получил лёгкие ранения от многочисленных выстрелов, произведенных двумя вооруженными людьми, которые скрылись с места преступления. По состоянию на 2022 год убийство остается нераскрытым. Он похоронен на кладбище Маунт Мориа в Филадельфии.